# Yangxi (socken)
Yangxi (kinesiska: 洋溪乡, 洋溪) är en socken i Kina. Den ligger i den autonoma regionen Guangxi, i den södra delen av landet, omkring 340 kilometer norr om regionhuvudstaden Nanning. Antalet invånare är 13473. Befolkningen består av 6 545 kvinnor och 6 928 män. Barn under 15 år utgör 29,0 %, vuxna 15-64 år 58 %, och äldre över 65 år 12,0 %.
Genomsnittlig årsnederbörd är 2 073 millimeter. Den regnigaste månaden är juni, med i genomsnitt 402 mm nederbörd, och den torraste är januari, med 73 mm nederbörd.